# Sasaki Norio
Sasaki Norio (佐々木 則夫, sinh ngày 24 tháng 5 năm 1958) là một huấn luyện viên và cựu cầu thủ bóng đá người Nhật Bản.
Sasaki Norio đã dẫn dắt Đội tuyển bóng đá nữ quốc gia Nhật Bản từ 2008–2016.